# 地獄谷 (立山町)
座標: 北緯36度35分4秒 東経137度35分41秒 / 北緯36.58444度 東経137.59472度

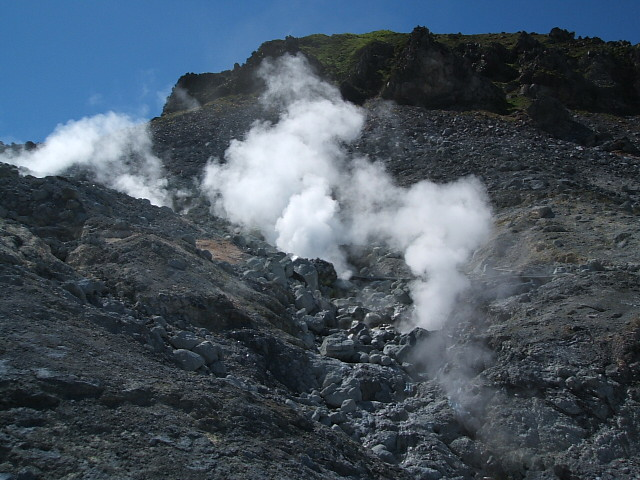
吹きあがる地獄谷の火山ガス

地獄谷（じごくだに）は、富山県中新川郡立山町（旧国越中国）の室堂平にある火山地形帯。標高2,300 mに位置する。立山火山の最後の活動によってみくりが池などと共に形成された。室堂平トレッキングの観光ポイントの一つともなっていた。以前は噴気帯近くに温泉宿があったが、火山性ガスの危険のために閉鎖された。2011年以降は地獄谷全域が立ち入り禁止となっている。周囲に数軒の宿泊施設があり地獄谷の温泉を引き湯して使っている。

## 歴史
地獄谷に温泉が湧出していることは古くから知られていたものの、日本を代表する山岳信仰である立山信仰の中では現実の地獄として恐れられていたため、長らく温泉が利用されることはなかった。源泉付近に「八大地獄」と名づけられている場所があり、立山信仰の中では、悪事を働いた人はそのうちのどこかに落ちると言われていた。
1947年に至ってようやく科学的な温泉分析が行われ、入浴に適した温泉であると実証された。この年に初めて、温泉つき山小屋「房治荘」が源泉地帯の真ん中に建てられた。
1954年に立山ケーブルカーが開業し、翌1955年には立山高原バスが美女平から弘法まで、次いで弥陀ヶ原まで開通すると、立山は山岳信仰だけでなくスポーツとしての登山者やハイキング客、冬は山岳スキー客が訪れるようになった。弥陀ヶ原から室堂までの四輪駆動車用の道（いわゆるジープ道）も整備され、比較的物資輸送が容易になったジープ道沿道には多くの山小屋が作られるようになり、地獄谷の源泉地帯にも1955年に「雄山荘」と、付近の雷鳥沢のほとりに「雷鳥荘」（旧）が設置された。1956年には源泉地帯に金沢大学の夏山診療所（旧）が設置された。1957年には雷鳥荘（旧）近くの高台に「ロッジ立山連峰」が、ミクリガ池畔に「みくりが池温泉」が設置され、それぞれ温泉水あるいは温泉で暖めた水が送られるようになった。
弥陀ヶ原までだったバス路線は、ジープ道を拡張する形で1963年に天狗平まで、1964年には室堂まで延伸した。
1968年に雷鳥荘（旧）が雪崩被害を受け、尾根の上に移転した。
1971年には立山黒部アルペンルートも開通し、交通の便が改善されるたびに訪問する登山者や観光客が増えていった。
その後源泉地帯は火山性ガスの危険があることもあり、「房治荘」は1975年にロッジ立山連峰の隣接地に移転し「ニューフサジ」と改名、その後経営者の変更により現在の「雷鳥沢ヒュッテ」となった。また、雄山荘は廃業し、診療所は雷鳥沢野営場と剱沢の2箇所に移転しており、源泉地帯の建築物は全て撤去され、浴槽跡が残るのみである。
2001年頃には地獄谷一帯は遊歩道が整備され、一般観光客も立ち入ることが出来たが、地獄谷の源泉（「地獄」）地帯は残雪により濃いガス溜りが出来うるため、火山性ガスによるガス中毒の危険を避けるために例年6月までは全面通行禁止となっていた。それ以降の期間も夜間の通行は禁止されていた。
2011年から噴気活動の拡大活発化により、現在に至るまで通年の通行禁止が続いている。室堂駅から雷鳥沢温泉に向かうには、本来は源泉地帯経由が一番近いものの、遠回りとなる稜線上の雷鳥荘経由の道を通る必要がある。このルートにも風向きを示す吹き流しが数カ所に設置され、噴気地帯の風下になった場合の注意喚起を行っている。
地獄谷の源泉地帯に山小屋や診療所の建物があった当時に現地に設置されていた地図つき案内板が、現在でも山麓の芦峅寺にある富山県立山博物館に保管されており、常設展示はされていないが企画展などの際に見学できる。

## アクセス

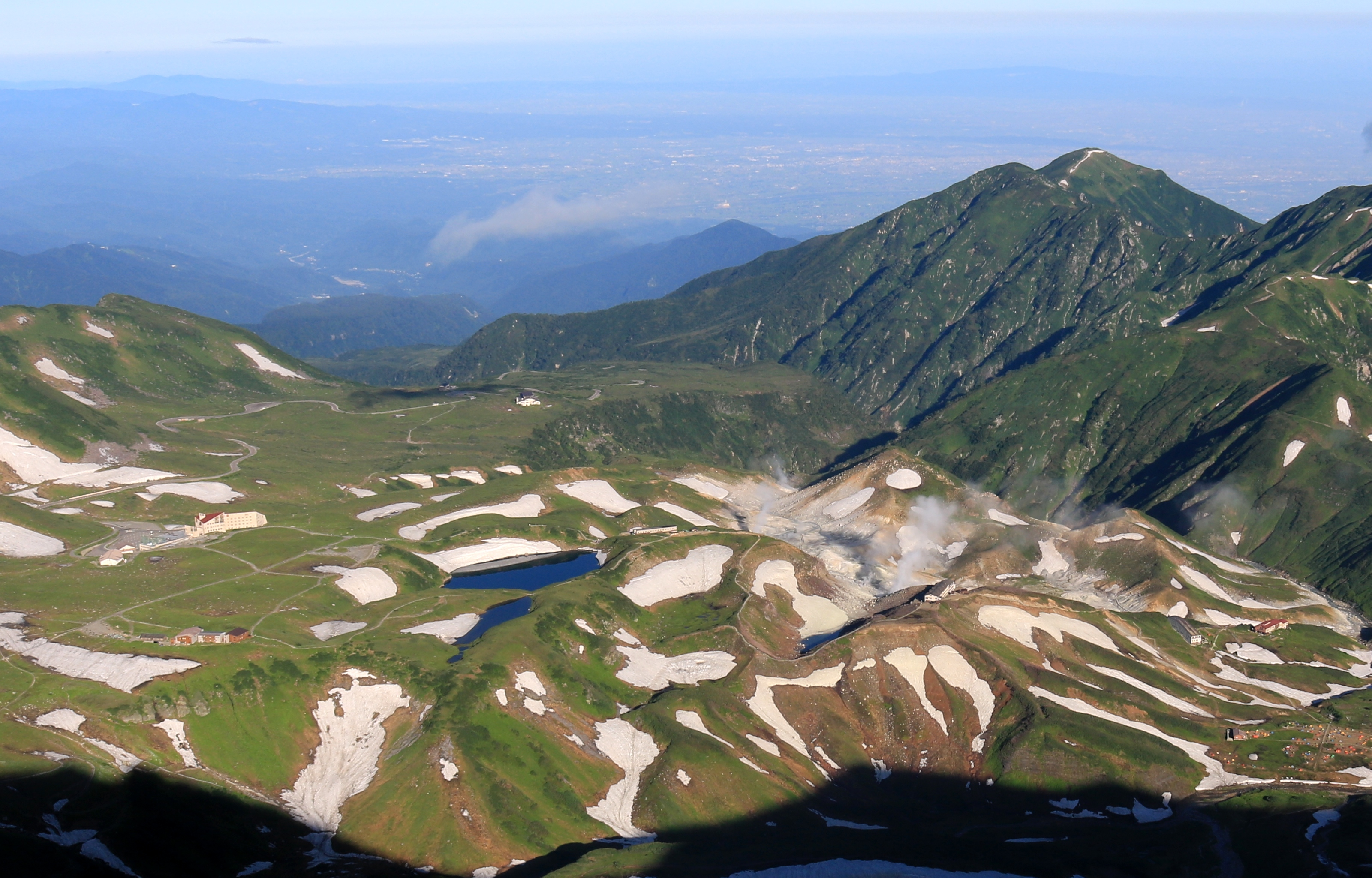
立山から望む室堂と地獄谷温泉周辺
左中央に室堂駅、中央付近にミクリガ池、その右上の地獄谷温泉

- 鉄道：立山黒部貫光立山トンネルトロリーバス室堂駅より、徒歩約15分 - 50分。
- バス：立山黒部貫光立山高原バス室堂バス停（トロリーバス駅と同所）から徒歩。

室堂駅からの道は、石畳の遊歩道しかなく、特に「みくりが池温泉」から先は道幅も狭く、アップダウンも強くなる。一部の宿では悪天候時や霧による視界不良時に室堂駅までスタッフが迎えに来てくれることもあるが、自動車の送迎などは一切できない。5月頃も積雪が多く残り、営業期間終了の11月下旬には、例年スノーシューなどの冬山装備がないと訪問が困難となる。
立山町芦峅寺地獄谷は日本郵便から交通困難地の指定を受けているため、地外から当地宛に郵便物を送付することは出来ない。

## 周囲の温泉宿

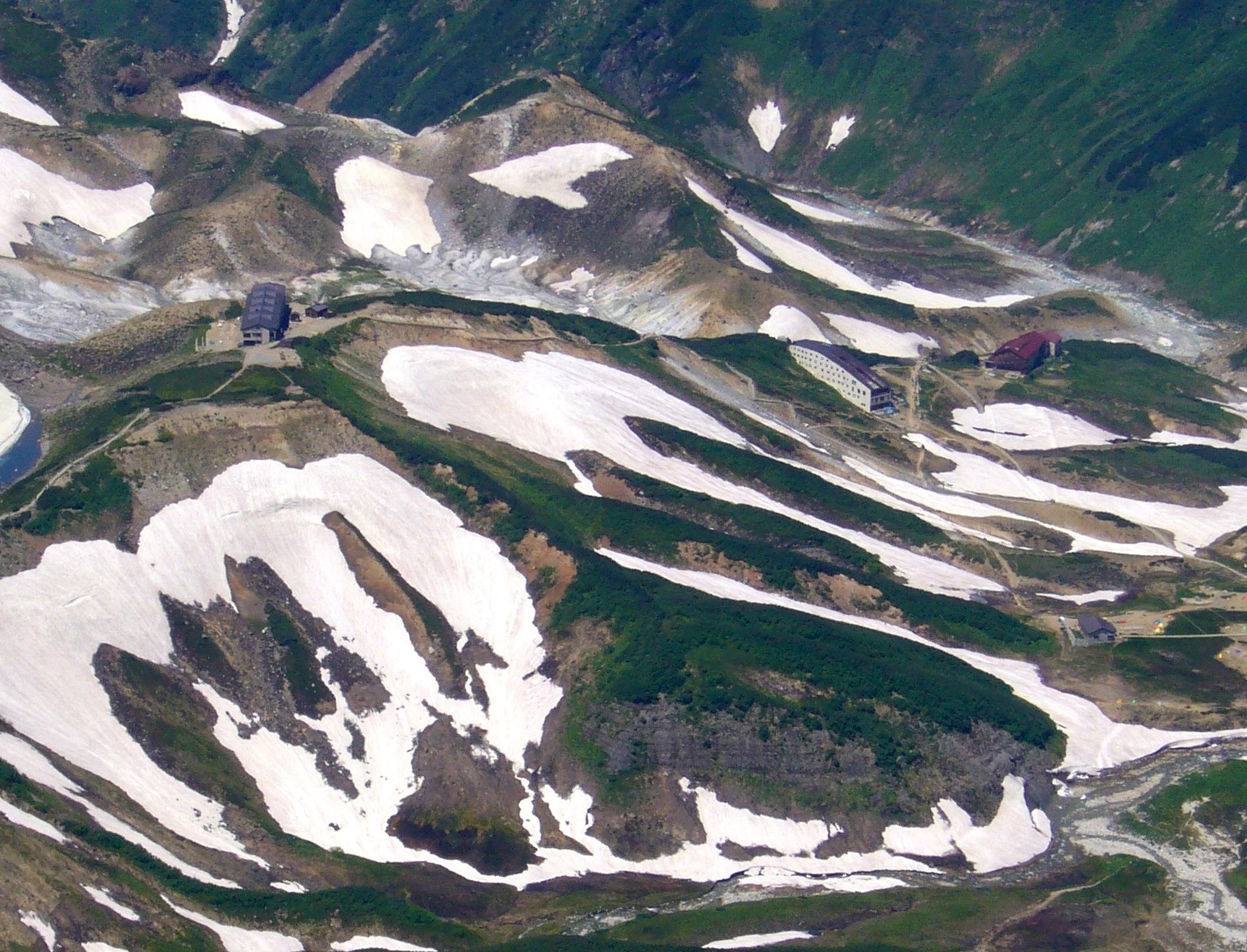
地獄谷の宿泊施設群。左から雷鳥荘・雷鳥沢ヒュッテ・ロッジ立山連峰。雷鳥荘の向こうの草木が生えていない場所が地獄谷

地獄谷の源泉（3本）を引湯した4軒の温泉宿が室堂周辺に点在している。室堂駅から近い順に記載。
| 温泉宿         | 源泉名                         | 源泉の湧出地点                     | 泉質                        | 自然湧出量 | 泉温  | pH   | 溶存物質   | 備考                                         |
| -------------- | ------------------------------ | ---------------------------------- | --------------------------- | ---------- | ----- | ---- | ---------- | -------------------------------------------- |
| みくりが池温泉 | 地獄谷温泉（1） みくりが池温泉 | 室堂平地獄谷地内                   | 単純酸性泉                  | 毎分60L    | 43.5℃ | 2.2  | 337mg/kg   |                                              |
| 雷鳥荘         | 地獄谷温泉（3） 雷鳥温泉       | 芦峅寺ブナ坂外（国有林）           | 単純温泉                    | 毎分49.7L  | 44.2℃ | 3.8  | 283mg/kg   |                                              |
| 雷鳥沢ヒュッテ | 地獄谷温泉（4） 雷鳥沢温泉     | 芦峅寺ブナ坂外（国有林地獄谷地内） | 単純硫黄温泉 （硫化水素型） | 毎分25L    | 51.5℃ | 5.54 | 279.1mg/kg | 両館は隣接しており、2006年に姉妹館となった。 |
| ロッジ立山連峰 | 地獄谷温泉（4） 雷鳥沢温泉     | 芦峅寺ブナ坂外（国有林地獄谷地内） | 単純硫黄温泉 （硫化水素型） | 毎分25L    | 51.5℃ | 5.54 | 279.1mg/kg | 両館は隣接しており、2006年に姉妹館となった。 |
| 出典→          |                                |                                    |                             |            |       |      |            |                                              |

すべての宿が旅館の要素と山小屋の要素を兼ね備えているが、室堂駅から遠くなるほど山小屋の要素の方が強くなる。個室だけでなく相部屋も存在するが、純粋な山小屋とは異なり、ベッドの定員以上の宿泊はできないので、シーズン中は予約が必須となる。個室にもテレビの設置はされていない。どの宿も日帰り入浴を受け付けている。

## ギャラリー

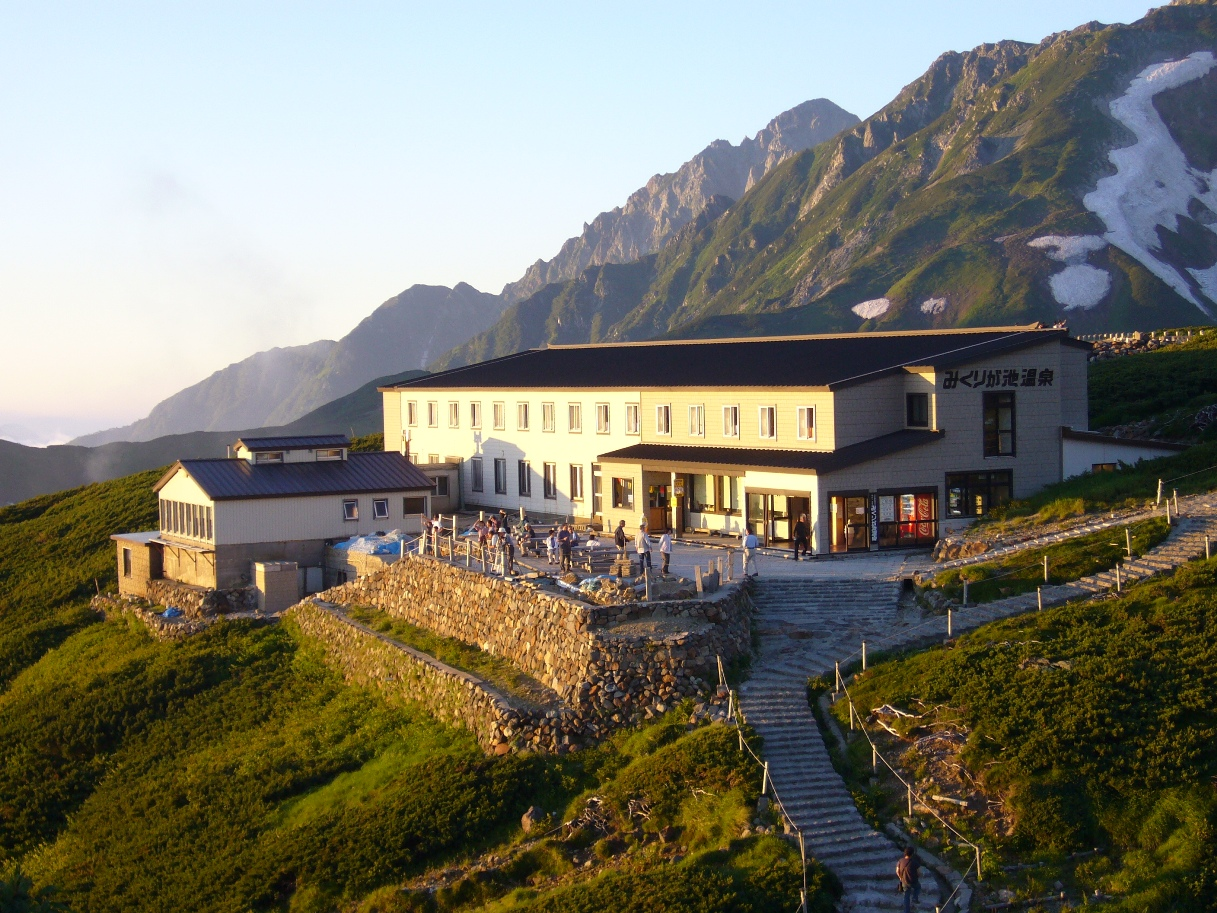
地獄谷の源泉を使っているみくりが池温泉
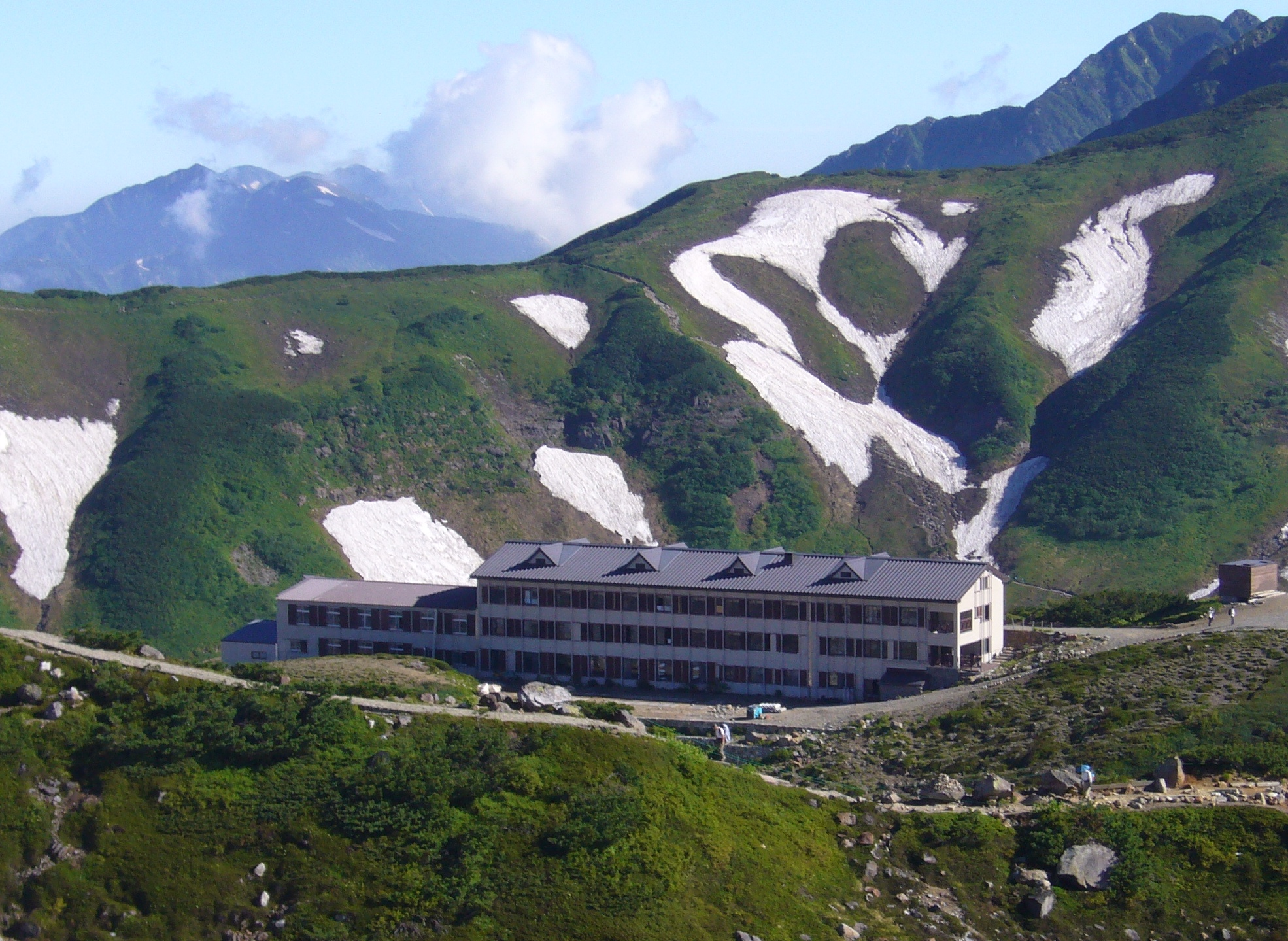
地獄谷の源泉を使っている雷鳥荘
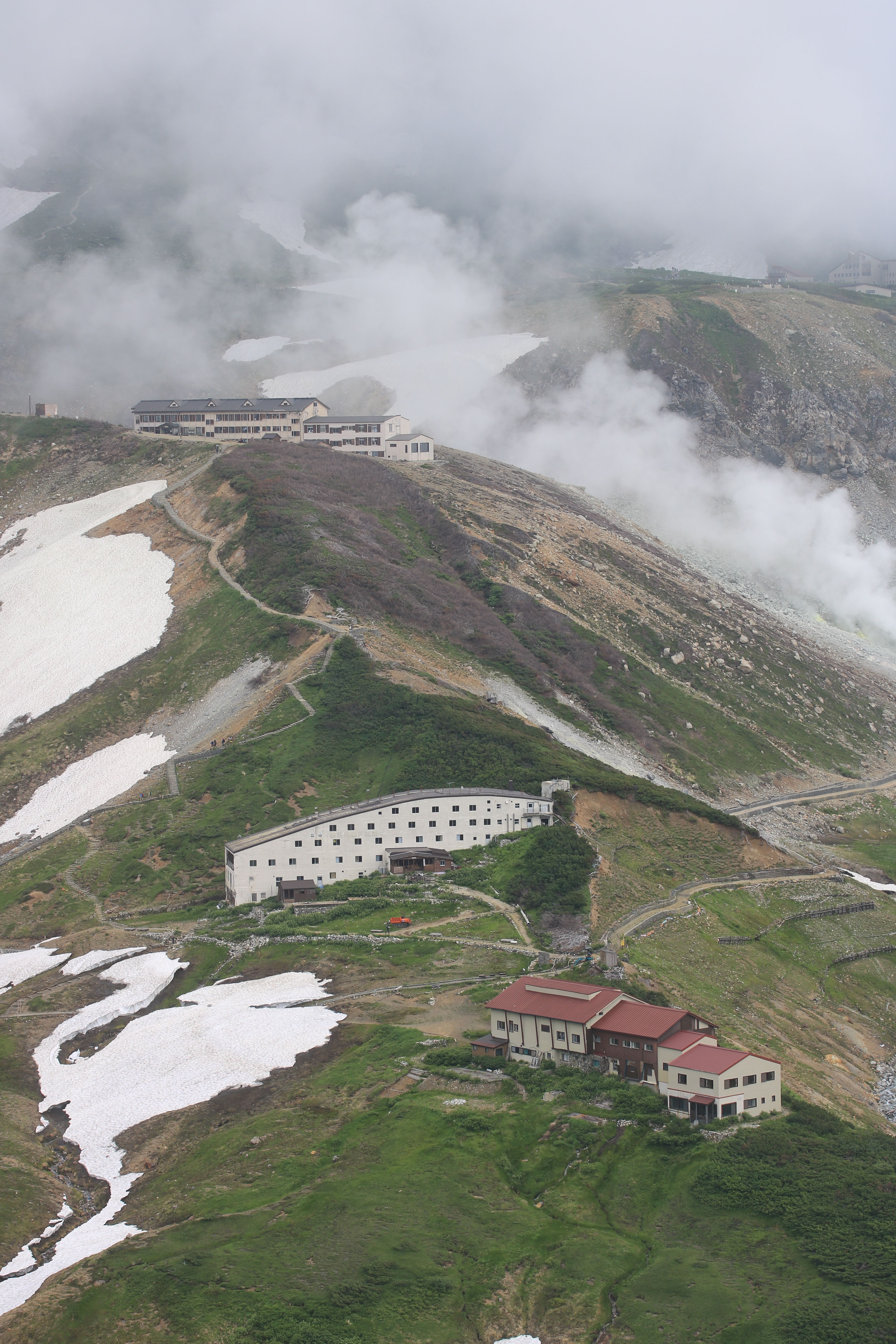
地獄谷の源泉を使っている雷鳥荘（上）、雷鳥沢ヒュッテ（中央）、ロッジ立山連峰（下）、右側の地獄谷から噴煙が立ち上がっている
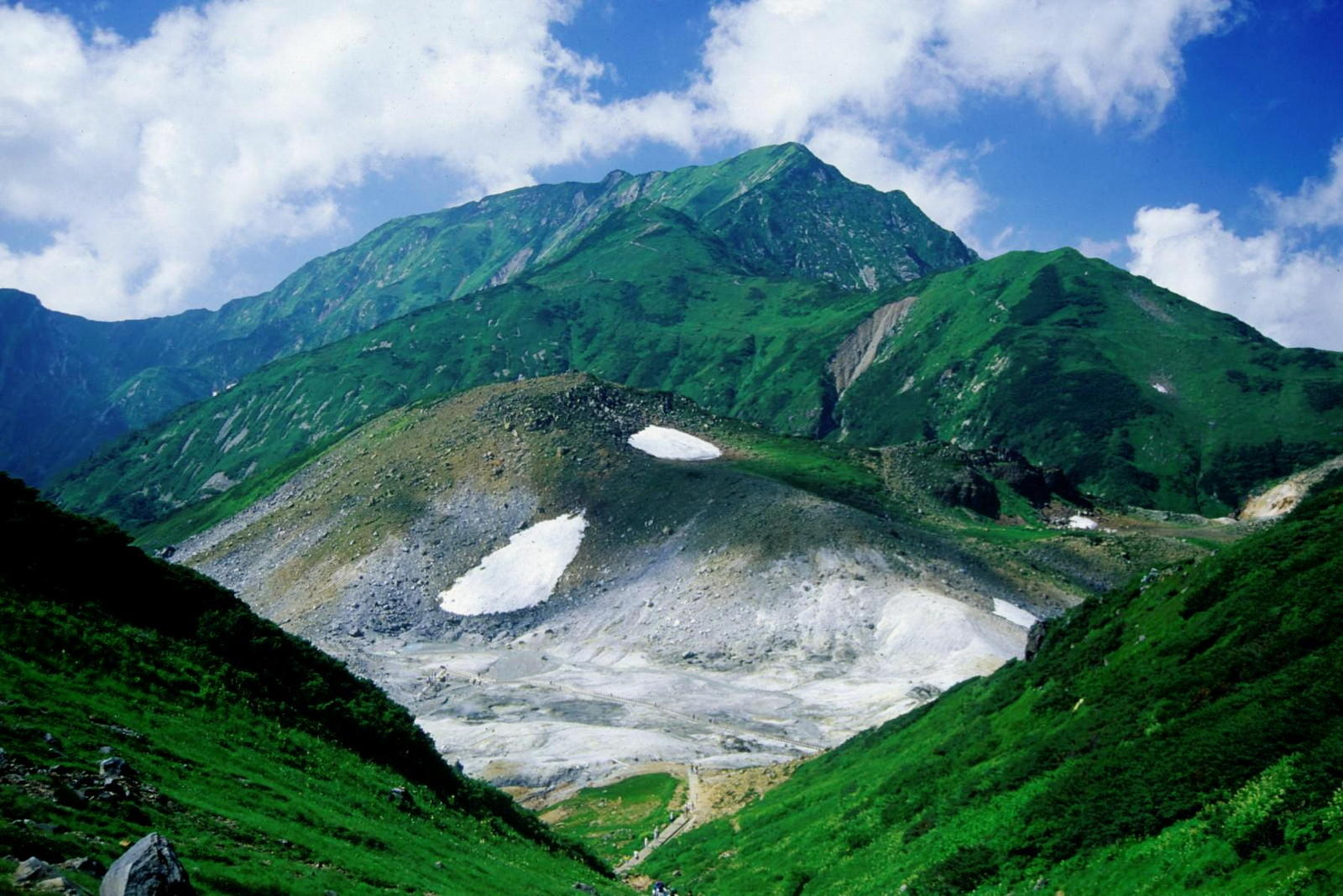
地獄谷と奥大日岳 みくりが池温泉から望む
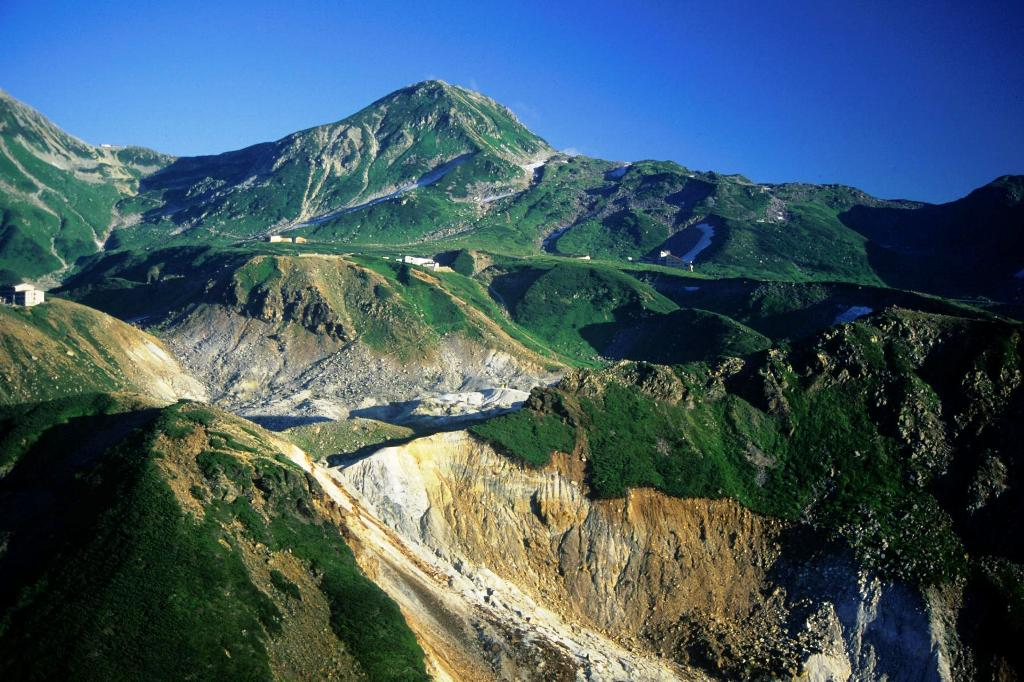
地獄谷と室堂 遠景は浄土山